# Norma względnie obowiązująca
Ius dispositivum (łac., inaczej: norma dyspozytywna, l.mn. iura dispositiva) – norma prawna względnie wiążąca (stosowalna, obowiązująca).
Normy prawne względnie wiążące znamionuje to, że ich zastosowanie może być wolą stron wyłączone lub ograniczone, w przeciwieństwie do norm bezwzględnie wiążących (iuris cogentis). Normy względnie wiążące znajdują zastosowanie tylko wtedy, gdy same strony nie uregulowały swoich uprawnień i obowiązków w sposób odmienny od dyspozycji zawartej w takiej normie lub też, gdy strony ich zastosowania nie wyłączyły.
O tym, które normy (przepisy) prawa są dyspozytywne można dowiedzieć się bądź z treści ich samych lub treści innych norm (przepisów prawa), bądź z ich celu (istoty, funkcji, jaką mają one lub zawarta w nich regulacja prawna pełnić).
Dyspozytywny charakter mają zasadniczo normy prawne zawarte w księdze trzeciej Kodeksu cywilnego.
W piśmiennictwie wskazuje się, że nazwa ius dispositivum często jest błędnie tłumaczona na j. polski jako norma względnie obowiązująca – jest to sformułowanie nieprawidłowe z tego powodu, iż każda norma wprowadzona do systemu prawnego (ustawą, rozporządzeniem itp.) obowiązuje bezwzględnie – może ona jedynie wiązać (zobowiązywać do określonego postępowania) strony w sposób bezwzględny lub dyspozytywny (względny). Najbardziej adekwatnym tłumaczeniem ius dispositivum jest „norma względnie stosowana”